# Disney XD (Brésil)
 (février 2022).
Si vous disposez d'ouvrages ou d'articles de référence ou si vous connaissez des sites web de qualité traitant du thème abordé ici, merci de compléter l'article en donnant les références utiles à sa vérifiabilité et en les liant à la section « Notes et références ».
 (février 2022).
La mise en forme du texte ne suit pas les recommandations de Wikipédia : il faut le « wikifier ».
Les points d'amélioration suivants sont les cas les plus fréquents. Le détail des points à revoir est peut-être précisé sur la page de discussion.
- Les titres sont pré-formatés par le logiciel. Ils ne sont ni en capitales, ni en gras.
- Le texte ne doit pas être écrit en capitales (les noms de famille non plus), ni en gras, ni en italique, ni en « petit »…
- Le gras n'est utilisé que pour surligner le titre de l'article dans l'introduction, une seule fois.
- L'italique est rarement utilisé : mots en langue étrangère, titres d'œuvres, noms de bateaux, etc.
- Les citations ne sont pas en italique mais en corps de texte normal. Elles sont entourées par des guillemets français : « et ».
- Les listes à puces sont à éviter, des paragraphes rédigés étant largement préférés. Les tableaux sont à réserver à la présentation de données structurées (résultats, etc.).
- Les appels de note de bas de page (petits chiffres en exposant, introduits par l'outil «  Source ») sont à placer entre la fin de phrase et le point final[comme ça].
- Les liens internes (vers d'autres articles de Wikipédia) sont à choisir avec parcimonie. Créez des liens vers des articles approfondissant le sujet. Les termes génériques sans rapport avec le sujet sont à éviter, ainsi que les répétitions de liens vers un même terme.
- Les liens externes sont à placer uniquement dans une section « Liens externes », à la fin de l'article. Ces liens sont à choisir avec parcimonie suivant les règles définies. Si un lien sert de source à l'article, son insertion dans le texte est à faire par les notes de bas de page.
- La présentation des références doit suivre les conventions bibliographiques. Il est recommandé d'utiliser les modèles {{Ouvrage}}, {{Chapitre}}, {{Article}}, {{Lien web}} et/ou {{Bibliographie}}. Le mode d'édition visuel peut mettre en forme automatiquement les références.
- Insérer une infobox (cadre d'informations à droite) n'est pas obligatoire pour parachever la mise en page.

Pour une aide détaillée, merci de consulter Aide:Wikification.
Si vous pensez que ces points ont été résolus, vous pouvez retirer ce bandeau et améliorer la mise en forme d'un autre article.
Disney XD Brésil est une ancienne chaîne de télévision par câble brésilienne du 3 juillet 2009 au 31 mars 2022.

## Historique
La chaîne a été lancée le 8 novembre 1996 sous le nom de Fox Kids, étant le troisième marché d'outre-mer que la chaîne a atteint à l'époque (après les flux australien et britannique) et la première version non anglaise à être lancée.
Le 31 juillet 2004, le réseau de télévision a été rebaptisé Jetix avec de nouveaux graphismes à l'écran et la première de nouvelles émissions originales développées par Disney, en raison de l'acquisition de la franchise Fox Family Worldwide en juillet 2001, qui impliquait la direction brésilienne division du canal. Ce fut la première chaîne Fox Kids à être complètement rebaptisée Jetix, qui a été suivie par la chaîne française un mois plus tard et s'est poursuivie dans le monde entier.
En mai 2009, après le changement de marque de Toon Disney en Disney XD aux États-Unis, la filiale brésilienne de Disney a confirmé que la marque Disney XD sera déployée dans la région en remplacement de Jetix à partir du 3 juillet 2009. Le 18 janvier 2010, un le flux a été introduit (collectivement connu sous le nom de flux du Pacifique), qui a également été diffusé au Pérou, en Bolivie et en Équateur avec le fuseau horaire chilien à l'écran (UTC -4/-3), retirant le flux argentin qui était diffusé dans ces pays depuis 1996 sous le nom de Fox Kids.
À partir de juillet 2015, Disney a partiellement mis en œuvre une nouvelle image de marque sur les flux brésiliens de la chaîne dans le cadre du bloc de programmation "#GameOn", avec des graphismes basés sur les jeux, la première de nouveaux épisodes et séries, tels que Star vs. the Forces de Evil et Penn Zero : Héros à temps partiel. Cette image de marque était basée sur les graphiques américains de 2015, et elle a été utilisée sur les flux internationaux à partir de la fin de 2016. Depuis avril 2016, le bloc de programmation « Game On » est progressivement supprimé et Disney XD implémente progressivement la marque graphique américaine sur ses promotions, jusqu'à ce qu'il soit complètement rebaptisé le 1er juin 2016, lorsque le logo à l'écran a ensuite été modifié avec le look actuel.
En août 2016, la chaîne a changé son rapport hauteur/largeur de plein écran à grand écran. En juin 2017, le flux Pacifique a cessé de diffuser en tant que flux indépendant et, à la place, est devenu une chaîne semi-horaire d'une heure (et un flux miroir en été en raison de l'heure d'été), s'appuyant sur le flux Sud, les publicités argentines étant remplacées par des publicités chiliennes, péruviennes, équatoriennes et boliviennes.
Le 10 janvier 2022, il a été annoncé que la version brésilienne de Disney XD fermerait le 31 mars, ainsi que les versions brésiliennes de National Geographic Wild, Nat Geo Kids, Disney Junior, Star Life et FXM. 2 mois après la fermeture de les chaînes Star Premium. Quelle lettre a été envoyée à Disney par un opérateur de São Paulo, au Brésil, le 22 décembre 2021. Cependant, les programmes de Disney XD seront remplacés à la place sur Disney Channel et le service de streaming Disney+.